# Тегеран
Тегера́н (перс. تهران‎ [tʰehˈɾɒ:n], разг. [tʰehˈɾu:n]; произношениео файле) — столица и крупнейший город Ирана и один из крупнейших городов Азии. Административный центр одноимённого остана, политический, экономический, транспортный, торгово-финансовый и культурный центр страны. Город расположен на севере страны у подножья горного хребта Эльбурс, в 90 км к югу от побережья Каспийского моря. Тегеран географически расположен в непосредственной близости от нескольких границ, включая границу с Туркменистаном на северо-востоке.
Население Тегерана с пригородами (Большой Тегеран) превышает 13 млн человек. Тегеран отличается чрезвычайным разнообразием национального и конфессионального состава. Основу населения города составляют персы, азербайджанцы и мазендеранцы. Основная религия — ислам. Кроме того, в Тегеране присутствуют крупные национальные и религиозные меньшинства — армяне, ассирийцы, курды, евреи, бахаи, зороастрийцы.

## Этимология
Существует несколько теорий происхождения названия «Тегеран» (перс. تهران‎).
Согласно официальному сайту города, название города происходит от слов «дно» (ته — тех) и устаревшего «склон» (ران — ран). Таким образом, слово «Тегеран» — تهران можно расшифровать как техран — «подножье горного склона», то есть Тегеран — город у подножья горного склона. Эта теория представляется реалистичной, поскольку Тегеран в действительности расположен на южном склоне горы Точал.
Другая теория гласит, что «Тегеран» происходит от названия парфянского города Тиран, располагавшегося недалеко от современной столицы Ирана. Само название «Тиран» переводится как «Обитель Тира» (бог дождя в зороастрийской мифологии). Неподалёку от Тирана существовал город Мехран — «обитель Мехра» (бог воды), который в настоящее время является «спальным районом» на окраине Тегерана. Ранее оба эти города входили в состав Рея, который сегодня также является пригородом Тегерана.
Из третьей теории следует, что Тегеран означает «тёплое место» в противоположность «холодному месту» — Шемирану — району на севере города.

## География
Тегеран находится на севере Ирана, в одноимённой провинции. Он расположился в горной котловине, на южном склоне горы Точал хребта Эльбурс, отделяющего город от Каспийского моря, и на её склонах.
Город вытянут, вдоль горного склона, с севера на юг на 26 км и с запада на восток на 40 км. Площадь составляет около 1550 км².
Перепад высоты в пределах городской черты составляет почти 700 м: от 1100 на юге до 1800 на севере. Северные районы Тегерана (Шемиран) находятся на высоте до 2000 м над уровнем моря, а южные пригороды (Рей, Султанабад) вплотную подходят к территории каменистой пустыни Кавир.
Тегеран состоит из старого города, реконструированного в 1870—1872 годах, и нового города, который начал строиться в 1940-х годах. В градостроительной структуре преобладают регулярные кварталы XIX—XX веков, разрезанные прямоугольной сетью улиц с площадями (Площадь Азади, Аргентина), скверами, фонтанами и застроенные многоэтажными отелями, банками, административными зданиями в духе современной западноевропейской архитектуры, а также особняками-коттеджами и 10—12-этажными жилыми домами.
Современный Тегеран распространяется на север, северо-запад и северо-восток за счёт образования многочисленных новых районов (Арьямехр, Тегеран-Парс и других).
Северные районы менее других подвержены загрязнению[чем?] и там проживают наиболее состоятельные жители Тегерана.
Центральные районы занимают, как правило, офисы, банки и прочие учреждения.
На юге и западе, ближе к пустыне располагаются промышленные предприятия. К крупным пригородам Тегерана относятся Кередж и Рей.
В северной части города сооружены рекреационные зоны с прудом Читгер.

### Климат
Тегеран располагается на наклонной равнине между горной цепью Эльбурс на севере и солончаковой пустыней Деште-Кевир на юго-востоке. Поэтому в северных районах города климат прохладный и влажный, тогда как в южных — горячий и сухой. Климат Тегерана является субтропическим, засушливым. Самый жаркий месяц — июль, самый холодный — январь. Из-за особенностей географического положения Тегерана амплитуда колебания температуры достигает 65 °C. Снег выпадает в основном с ноября по март, но в большей части города снег лежит в январе и феврале. Иногда бывают зимой довольно сильные морозы (по меркам столь низкой географической широты города).
Среднегодовое количество осадков — 240 мм, большая часть выпадает зимой, весной и осенью. Летом дожди крайне редки.
| Показатель                    | Янв. | Фев. | Март | Апр. | Май  | Июнь | Июль | Авг. | Сен. | Окт. | Нояб. | Дек. | Год  |
| ----------------------------- | ---- | ---- | ---- | ---- | ---- | ---- | ---- | ---- | ---- | ---- | ----- | ---- | ---- |
| Абсолютный максимум, °C       | 19,2 | 22,8 | 29,4 | 33,4 | 37,2 | 41,1 | 43,0 | 42,0 | 39,0 | 32,6 | 26,4  | 21,3 | 43,0 |
| Средний суточный максимум, °C | 7,9  | 10,8 | 15,9 | 22,4 | 27,6 | 33,9 | 36,5 | 35,8 | 31,5 | 24,8 | 16,4  | 10,3 | 22,8 |
| Средняя температура, °C       | 4,3  | 6,4  | 11,2 | 17,6 | 22,7 | 28,2 | 30,9 | 30,2 | 26,1 | 19,5 | 12,3  | 6,4  | 18,0 |
| Средний суточный минимум, °C  | 1,2  | 3,0  | 7,3  | 13,0 | 17,7 | 22,5 | 25,4 | 25,2 | 21,0 | 15,3 | 8,6   | 3,5  | 13,6 |
| Абсолютный минимум, °C        | −13  | −10  | −8   | −1,2 | 2,4  | 9,2  | 13,4 | 13,0 | 9,7  | 2,0  | −7,3  | −8,7 | −13  |
| Средняя облачность, окты      | 4,4  | 4,7  | 4,9  | 5,0  | 4,1  | 2,2  | 2,5  | 2,0  | 1,3  | 2,9  | 3,8   | 4,7  | 3,5  |
| Среднее число дней с осадками | 7    | 7    | 7,5  | 6,2  | 5    | 2    | 2    | 0,4  | 1    | 4    | 5,1   | 8    | 53   |
| Норма осадков, мм             | 32   | 31   | 41   | 32   | 11   | 2    | 1    | 1    | 1    | 8    | 18    | 28   | 206  |
| Средняя влажность, %          | 60   | 55   | 45   | 39   | 33   | 28   | 28   | 28   | 31   | 39   | 49    | 60   | 41   |
| Средняя скорость ветра, м/с   | 1,8  | 2,6  | 3,1  | 3,4  | 3,4  | 3,1  | 2,7  | 2,2  | 2,3  | 2,1  | 1,8   | 1,5  | 2,5  |
| Источник: «Погода и Климат»   |      |      |      |      |      |      |      |      |      |      |       |      |      |

### Экологическое состояние
Тегеран (особенно центральная и южная части города) страдает от загрязнённого воздуха. Город часто покрыт смогом, что становится причиной различных лёгочных заболеваний. Экологическая обстановка является к тому же одним из крупнейших факторов смертности в Тегеране. Согласно данным мэрии Тегерана, в 2006 году болезни, вызванные смогом, стали причиной смерти 10 тыс. жителей города.
Смог появляется во многом из-за большой концентрации промышленных предприятий. Несмотря на то, что система Тегеранского метрополитена имеет несколько линий, она недостаточно развита для транспортных нужд населения (связывает между собой лишь малую часть районов столицы), поэтому люди вынуждены пользоваться автобусами и своим личным автотранспортом, в то время как большая часть автомобилей в Тегеране выпущена в 1970-х — 1980-х годах и не соответствует современным экологическим требованиям. Также аэропорт Мехрабад расположен в городской черте. Важную роль играет и физико-географическое положение Тегерана — город расположен на северо-западной окраине солончаковой пустыни, а горная цепь затрудняет движение влажного воздуха с Каспийского моря.
Для борьбы с загрязнением мэрия призывает автолюбителей отказаться от бензина в пользу сжиженного газа. Въезд в центральные районы большегрузных автомобилей запрещён.

## История

### Древний Тегеран
Раскопки показывают, что поселение людей на месте современного Тегерана существовало уже в 6 тысячелетии до нашей эры. Поселенцы прибывали к склонам Эльбурса, спасаясь от знойного жара солончаковых пустынь на юге. Изначально Тегеран был деревней, расположенной в нескольких километрах на северо-запад от города Рей — одного из древнейших городов Ирана. Основой экономики Тегерана в это время было сельское хозяйство, в частности, выращивание овощей и фруктов.
Толчком к возвышению Тегерана как политического центра стало разрушение монголами Рея в 1228 году. Жители разрушенного города устремились в почти нетронутый Чингисханом Тегеран. Известно, что в своих трудах, относящихся к 1275 году, Мохаммед Закария Газвини описывает Тегеран, как «важный торговый город». В это время Тегеран делился на 12 районов (махале), которые управлялись военными. В основном городская застройка XIII века представляла собой глиняные или вырезанные в скальной породе жилища. Подобный тип поселений можно также обнаружить на территории северного Ирака. В 1340 году Тегеран описывается Хамдоллой Мостафи как один из четырёх районов Варамина, крупнейшего на тот момент города в местной монгольской провинции Ильханидов. При этом восстановленный Рей уже перешёл под фактическое управление Тегеранских властей.
В июле 1404 года испанец Руй Гонсалес де Клавихо, следовавший в Самарканд, с дипломатической миссией к Тамерлану, стал, вероятно, первым европейцем, посетившим Тегеран. Он описывает его как крупный город, на севере которого расположена резиденция Тимуридов, а Рей — как заброшенное поселение.
План Тегерана начала XV века был восстановлен благодаря определённому расположению поминальных храмов Имамзаде: так, например, Имамзаде-Сеид-Исмаил (древнейший памятник архитектуры в Тегеране) находился тогда на южной границе города. Северо-западная оконечность Тегерана находилась в современном районе дворца Голестан. Начиная с XV века Тегеран в поисках прохладного воздуха и источников воды начал активно разрастаться на север, городские кварталы появились на склонах хребта Точал.
Около 1469 года исторический пригород Тегерана — город Рей — посетил Афанасий Никитин, упомянувший его в своих путевых записках «Хожение за три моря».
Тегеран вначале возник как Сефевидский город-гарнизон из-за своего стратегического положения как ворот на север. В 1553—1554 годах шах Тахмасп I, второй правитель династии Сефевидов, выстроил в Тегеране базар, а также городские стены со 114 (по числу сур Корана) орудийными башнями. Сефевиды выбрали Тегеран одним из своих главных бастионов, так как, с одной стороны, в Рее находилась усыпальница родоначальника династии Сеида-Хамзы, с другой — Тегеран к тому времени стал традиционным пристанищем для шиитских беженцев (Сефевиды были первой шиитской династией правителей Ирана). Несколько раньше Тахмасп вынужден был перенести столицу из Табриза в Газвин (150 км на запад от Тегерана), в связи с угрозой захвата Табриза турками. Тахмасп рассматривал Тегеран как свою возможную резиденцию в случае непосредственной угрозы Газвину. Европейскими путешественниками указывается, что городские стены непропорционально мощны для небольшого провинциального городка. Их периметр составлял 8 км, они окружали территорию 4,5 км², при том что население Тегерана не превышало 20 тыс. человек.
Постоянную резиденцию в Тегеране, названную Chahar baq («4 сада»), строит Аббас II. По приказу Сулеймана I в городе строят целый дворец (Диван-хане), где в 1721 году, накануне вторжения в Иран афганцев, последний шах Сефевидов примет османского султана Ахмета III.
Наконец, настоящий строительный бум произошёл в Тегеране в XVIII веке. Правители Зендов, пришедшие на смену Афшаридам, заменивших Сефевидов при правлении Надир шаха, начали активно застраивать правительственный квартал. Карим-хан приказал построить в Тегеране дворец, гарем и резиденции для государственных учреждений. Вероятно, он намеревался перенести столицу в Тегеран, но позже столичные функции были переданы Ширазу (древней столице Персии). Со смертью Карим-хана за Тегеран разворачивается борьба между лояльным Зендам Гафур-ханом и Ага Мохаммед-хан Каджаром. 12 марта 1786 года Ага Мохаммед-хан вступил в Тегеран и окончательно перенёс столицу туда. Выбор Ага Мохаммед хана был обоснован на похожем беспокойстве о контроле как северных, так и южных регионов. Он знал о том, что население Исфахана и Шираза не было лояльно к прошлым династиям.

### Столица государства Каджаров, Пехлеви и Ирана
Фетх Али-шах, племянник Ага Мохаммеда Каджара, внёс наиболее весомый вклад в строительство Тегерана. В частности, в период его правления в Тегеране были построены Мраморный дворец и Шахская мечеть. К 1830 году население Тегерана достигло 150 тыс. человек. При Мохаммед-шахе Каджаре (сыне Фетх Али-шаха) Тегеран вышел за пределы городских стен. Роскошные дворцы были выстроены на севере города, на склонах горы Точал.
При Фетх Али-шахе в Тегеране было разгромлено (11 февраля 1829 года) прибывшее представляться шаху из Тебриза русское посольство во главе с Александром Грибоедовым, который погиб при этом столкновении.
Самая масштабная реконструкция за всю историю Тегерана началась в 1870 году при Насреддин-шахе Каджаре. Он приказал взорвать все древние фортификационные сооружения, и на их месте появились новые городские кварталы. Была уничтожена старая стена и выстроена новая, в форме неправильного восьмиугольника, длиной 19 км. Через те места, где располагались 12 богато отделанных городских ворот, сегодня проложены главные магистрали, ведущие в город. Кроме того, при Насреддин-шахе была проведена реконструкция большого количества зданий, а также выстроена централизованная система водоснабжения. К концу его правления (1897) население города превышало 250 тыс. человек, большинство из которых жили за городскими стенами.
В 1925 году в результате военного переворота при поддержке британцев государство возглавил Реза Пехлеви (который позже переименовал государство в «Иран»), и в 1930-х годах город пережил ещё одно обновление. По приказу Реза-шаха Пехлеви, «стены Насреддина» были уничтожены, а на их месте проложены широкие проспекты. Большое количество зарубежных архитекторов были приглашены шахом для строительства новых зданий для государственных и коммерческих учреждений. Среди них были и русские архитекторы Николай Марков (школа «Эльбурс»), Владислав Городецкий (железнодорожный вокзал) и другие. После реконструкции площадь Тегерана возросла более чем на порядок по сравнению с Тегераном времён Фетх-Али Шаха, составив 46 км².
Во время Второй мировой войны в Тегеран из СССР бежало несколько тысяч польских заключённых, освобождённых из лагерей Сибири и Казахстана. Они осели в Тегеране и основали в городе Польское кладбище.
В 1943 году в Тегеране проходила международная конференция глав правительств трёх союзных держав антигитлеровской коалиции — СССР, США и Великобритании, на которой были определены примерные сроки открытия Второго фронта. Противоречивая история, связанная с группой немецких шпионов, якобы засланных в Тегеран для убийства Рузвельта, описана в советском художественном фильме «Тегеран-43» и в российском историческом фильме «Поединки. Правдивая история. Тегеран-43». На Конференции были также объявлены гарантии независимости и территориальной целостности Ирана после окончания войны.
После войны население Тегерана достигло 1 млн человек. При Мохаммеде Пехлеви, последнем шахе, многие древние постройки старого города были уничтожены, так как шах полагал, что им не место в современном Тегеране. На месте уникальных фортификационных сооружений и дворцов ныне расположены «стандартные» небоскрёбы, либо широкие автострады. С началом типовой жилой застройки, пик которой пришёлся на 1960-е годы, Тегеран окончательно утратил свой средневековый шарм. Сам шах перебрался с семьёй на север города, в район Ниаваран.
В 1969 году Шемиран был включён в состав Тегерана, после чего расширение на север прекратилось. По новой градостроительной доктрине, город стал развиваться на запад и восток. Городская застройка вплотную подходит к Кереджу. На западе и на юге города построены огромные промышленные районы. Резкий скачок цен на нефть в 1970-х и последовавший за этим энергетический кризис на Западе придали новый толчок развитию города. Шах намеревался использовать сверхдоходы от экспорта нефти для строительства нового района Тегерана, который стал бы символом власти Пехлеви. Проект «Шахестана» был готов в 1976 году, однако деньги быстро закончились, и район так и не был построен.
8 сентября 1978 года в Тегеране, как и во всём Иране, начались демонстрации противников шахского режима, которые вскоре переросли в массовые выступления. Первое такое крупное выступление состоялось в сентябре и было разогнано полицией. Правительственные силы под командованием военного коменданта столицы генерала Овейси и начальника столичной полиции Мехди Рахими жёстко разгоняли демонстрации, применяя огнестрельное оружие, однако протесты нарастали с усиленной яростью. Экономика Тегерана практически «встала» из-за тотальных забастовок. 16 января 1979 года шах, не в силах противостоять демонстрантам, навсегда покинул Иран, а 1 февраля миллионы тегеранцев встречали опального имама Рухоллу Хомейни, высланного из страны 15 годами ранее. В городе начались стычки между хомейнистами и их противниками. 9 февраля с мелкой потасовки между авиатехниками и шахскими гвардейцами в аэропорту Мехрабад начались грандиозные уличные столкновения, в ходе которых за двое суток сторонники Хомейни взяли под контроль все правительственные учреждения, силовые ведомства и полицейские участки.
11 февраля отмечается в Иране как День победы Революции. Два месяца спустя по приговору Исламского революционного суда был казнён Голям Реза Никпей, мэр Тегерана в 1969—1978 годах (помимо иных обвинений ему предъявлялась некомпетентность в управлении хозяйством Тегерана). С другой стороны, его предшественник и преемник Джавад Шахрестани остался мэром иранской столицы и после победы революции.
4 ноября 1979 года воинственно настроенными студентами было захвачено американское посольство, сотрудники которого оставались в плену 444 дня. После Исламской Революции названия многих улиц и площадей в Тегеране были переименованы: площадь Шахъяд («Памяти шаха») стала называться Азади («Свобода»), улица Ариямехр («Солнце ариев» — титул шаха) была переименована в Шариф («Благородная»), площадь Тупхане («Артиллерийская») — площадь имама Хомейни.
В ходе ирано-иракской войны, с мая 1985 года Тегеран регулярно подвергался обстрелу иракскими ракетами Р-11, что влекло за собой значительные жертвы среди гражданского населения и разрушения. Ближе к концу войны, весной 1988 года интенсивность обстрелов достигла пика: за 6 недель иракские войска выпустили по городу 190 ракет. Обстрел происходил в ответ на аналогичные (но гораздо менее интенсивные) ракетные обстрелы Багдада. В Тегеран стекались беженцы из западных и юго-западных провинций, а около 30 % тегеранцев бежали на север Ирана. К тому же, в Тегеран устремился поток беженцев из соседнего Афганистана, где в это время тоже шла война.
В 1986 году была создана городская администрация Большого Тегерана, который занял площадь около 1,5 тыс. км². Тегеран был разделён на 22 городских округа. С начала 1990-х территориальное расширение Тегерана практически прекратилось. В 2001 году в Тегеране запущено метро. В 2007 году закончено строительство башни Милад, которая стала 4-м по высоте сооружением в мире и первым в Иране. 27 июня 2007 года в некоторых районах Тегерана начались массовые беспорядки, вызванные неожиданным объявлением о скором введением квот на продажу бензина частным лицам. Недовольными автолюбителями были сожжены 12 бензоколонок.
19 января 2017 года в результате крупного пожара и последовавшего за ним обрушения было уничтожено одно из высочайших зданий города — торговый комплекс Пласко. Под завалами погибли более 20 пожарных. В общей сложности пострадало свыше 200 человек. Пожар начался около 8 часов утра, когда большинство торговцев ещё не пришли на свои рабочие места. На место происшествия прибыли десятки пожарных, однако пожар был настолько сильным, что северная стена здания обрушилась, а за ней рухнуло все сооружение. Эта трагедия стала одной из самых крупных катастроф, в результате которых одновременно погибло такое количество пожарных.

## Население
Когда Тегеран стал столицей Ирана в конце XVIII века, население города составляло порядка 100 тыс. человек. В течение XX века население Тегерана постоянно росло большими темпами. В 1956 году правительство приняло ряд мер, ограничивающих строительство в городской черте, а также поправки к семейной политике. В 1976 году прирост населения составил 4 %, а в 2000 году — 1,1 %.
В 2012 году в черте города проживало около 8,8 млн человек, а с пригородами население Тегерана составляет 13 млн человек, с близлежащими городами — спутниками — более 15 млн. Такой резкий рост населения объясняется тем, что 60 % жителей города — приезжие. Маятниковая миграция в Тегеран составляет около 1,5—2 млн человек ежедневно, главным образом из Кереджа.
|                      | 1891    | 1922    | 1932    | 1956      | 1966      | 1980      | 1986      | 1991      |
| -------------------- | ------- | ------- | ------- | --------- | --------- | --------- | --------- | --------- |
| Население            | 160 000 | 210 000 | 249 504 | 1 512 082 | 2 719 730 | 5 361 335 | 6 042 584 | 6 475 527 |
| Плотность (чел./км²) | 6540    | 8590    | 10 200  | 15 120    | 9610      | 9600      | 8430      | 8990      |
| Годовой прирост, %   | 3       |         | 4       | 4,6       | 5,9       | 5,8       | 4,1       |           |
| Прирост мигрантов    |         |         | 3800    | 1700      | 24 900    | 25 900    | 47 500    | 35 000    |

### Языки
Тегеран является крупнейшим персоговорящим городом в мире. Население города настолько этнически разнообразно, что смешение различных языков и диалектов привело к появлению тегеранского диалекта персидского языка, который стал стандартным для Ирана. В частности, некоторые правила тегеранского разговорного диалекта (например, замена долгого /а/ на /u/) были активно переняты остальными иранцами.
Большая часть населения Тегерана говорит также на исфаханском, йездском, ширазском, еврейско-таджикском диалектах, а также на языке дари. До XIX века большинство населения города составляли мазендеранцы, до сих пор компактно проживающие в северных районах.
Второй по распространённости язык — азербайджанский.
Кроме того, существуют общины курдов, гилянцев, луров, белуджей, туркмен, арабов, армян, ассирийцев.

### Религия
Подавляющее большинство жителей Тегерана — шииты, они составляют 96 % населения.
Бахаи составляют 2,8 % населения — это около 200 тыс. человек. Христиане также имеются в Тегеране, к ним относятся, в первую очередь, последователи Армянской апостольской церкви, Русской православной церкви и Ассирийской церкви. Их количество после Исламской революции 1979 года резко упало. Армянская апостольская церковь представлена в Тегеране общиной из 120 тыс. человек. В городе расположено 42 прихода армянской церкви и множество армянских культурных центров, школ, библиотек, спортивных комплексов.
Около 10 тыс. человек относятся к Ассирийской церкви, имеется также 5 тыс. халдейских католиков, придерживающихся восточно-сирийского обряда. В городе есть грузинская православная община, русская православная община (с церковью Св. Николая) и несколько различных евангелических общин.
В еврейскую общину входит 16—18 тыс. человек. В Тегеране есть 18 синагог. При общине имеются также многочисленные школы и библиотеки. В зороастрийскую общину входит 10 тыс. человек. Община поддерживает два храма огня (Аташкаде). К прочим религиозным меньшинствам относятся мусульмане, присутствуют незначительные общины сикхов, индуистов, буддистов, мандеев, езидов и суфиев.

### Беженцы
Из-за военных операций США в Афганистане и Ираке Тегеран стал основным пунктом назначения огромного количества беженцев из этих стран, среди которых арабы, таджики, пуштуны, хазарейцы. Беженцы чаще всего служат в быстро растущем городе в качестве дешёвой рабочей силы.

## Административное деление
Большая часть Тегерана располагается на территории шахрестана Тегеран. В генеральном плане 1968 года под юрисдикцию столичной мэрии было отведено 1800 км². За пределами этих границ строительство было запрещено, поскольку оставшаяся равнинная земля использовалась для сельскохозяйственных нужд. Но с течением времени сельские поселения превратились в города-спутники Тегерана: Рей, Исламшехр, Дарсанабад, Акбарабад, Годс, Шахрияр и другие. В 1996 году границы города перешли пределы шахрестана Тегеран, в городскую черту были включены районы в шахрестанах Шемиранат (север), Рей (юг) и Эсламшахр (юго-запад).
Тегеран поделён на 22 городских округа. Общая площадь этих округов составляет 707 км². Последними (в 1991 году) в состав Тегерана вошли 21-й и 22-й округа (крупнейший), «растянув» город почти на 50 км.

### Районы
Наряду с городскими округами Тегеран условно разделён на 112 районов (нахийе). Они не имеют собственного административного аппарата, являясь историческими районами, а не административными единицами. Как правило, у районов нет даже чётких границ. Часто один район может располагаться сразу в нескольких округах. Среди крупнейших районов:
| - Аббас-Абад - Амирабад - Афсарийе - Баг-Фейз - Базар - Бахарестан - Ванак - Веленджак - Гейтарийе - Гиша - Гольхак - Гомрок - Дарабад | - Дарраке - Дарашт - Даррус - Дербенд - Джавадийе - Джамаран - Джаннатабад - Джомхури - Зафаранийе - Иордан - Йефтабад - Лавизан - Назиабад | - Нармак - Ниараван - Олимпийская деревня - Паменар - Парке шахр - Пасадаран - Пунак - Рей - Саадатабад - Сейед-Хандан - Содегийе - Таджриш - Техранпарс | - Техрансар - Фарманийе - Хасанабад - Шемиран - Шахрара - Шахре-зиба - Шахраке-гарб - Эвин - Элахийе - Эхтиарийе - Юсефабад |

### Городское управление
Городское управление осуществляет Исламский городской совет Тегерана (перс. شورای اسلامی شهر تهران‎ — Шуройе Эсломийе шахре Техрон). Совет состоит из 15 депутатов, избираемых населением на 4 года. Исламский совет отвечает за управление городскими службами, составление и соблюдение городского бюджета и за выборы мэра. В свою очередь, в каждом районе Тегерана имеется отделение Совета. Нынешний мэр Тегерана — Мохаммед Багер Галибаф — вступил в должность в сентябре 2005 года, сменив на этом посту Махмуда Ахмадинежада.

## Экономика
В 1382 году (по иранскому календарю; 2003—2004 годы по григорианскому календарю) городской бюджет Тегерана составил 7,72 трлн риалов (≈1,93 млрд рублей). При этом долг муниципалитета составлял 3—4 трлн риалов (≈1 млрд рублей).
До того как стать столицей Ирана, Тегеран был фактически крупной фермерской деревней. С открытием в Иране крупных запасов нефти в стране началась индустриализация. Благосостояние Тегерана быстро выросло, город разросся, превратившись в крупный экономический центр. Фермерские хозяйства уничтожались, и на их месте строились заводы и фабрики, а также новые жилые кварталы.
По сей день Тегеран остаётся важнейшим экономическим и промышленным центром Ирана. Промышленные предприятия города дают 35 % совокупной стоимости промышленной продукции Ирана, в нём сосредоточено около 30 % рабочих страны. В частности, более 50 % потребляемой в Иране текстильной и электронной продукции производится на заводах в Тегеране.
Развито разнообразное машиностроение и металлообработка (12 автосборочных и авиационных заводов, ремонтные заводы, производство радиоаппаратуры, телевизоров, стиральных машин, холодильников и др.), химическая, нефтеперерабатывающая, металлургическая промышленность, производство стройматериалов, стекольных и фарфоро-фаянсовых изделий, текстильная, пищевая (в том числе крупная табачная фабрика), кожевенно-обувная промышленность. Сохранились кустарные производства. Большая часть промышленных предприятий расположена в промзоне на западе города, между Тегераном и Кереджем. Среди особо крупных предприятий — Iran Khodro, занимающий целый городской округ, выпускающий автомобили Samand.
В Тегеране имеется фондовая биржа, на которой в 2006 году было выставлено 420 компаний. Биржа была открыта в 1968 году, прекратила свою работу после Исламской революции и вновь возобновила в 1989 году. Тегеранская фондовая биржа является государственным некоммерческим объединением.
Согласно отчёту Mercer Research Institute в 2008 году Тегеран поднялся в рейтинге самых дорогих городов мира на 44 пункта по сравнению с 2007 годом, заняв в этом списке 74 место и выйдя на 4-е место по этому показателю среди городов Ближнего Востока после Тель-Авива, Дубая и Абу-Даби.

### Российские компании
В Тегеране работают несколько российских компаний, чья деятельность связана главным образом с нефтегазовой и атомной энергетикой.
| - «Аэрофлот — Российские авиалинии» - «Атомстройэкспорт» | - «Газпром» - «Госзагрансобственность» | - «ИРСОТР» - «Лукойл» | - «Татнефть» - «Технопромэкспорт» |

## Транспорт
Тегеран — центральный узел железных и шоссейных дорог. Тегеран, как и весь Иран, известен своими автомобильными дорогами отличного качества. Общая протяжённость шоссейных дорог в Тегеране превышает 280 км, эстакад, мостов и развязок — 180 км. Ещё 130 км дорог и 120 км эстакад находятся в процессе строительства.
С запада к Тегерану подходят три фактически дублирующих друг друга шоссе — «Старое» и «Новое» Кереджское шоссе и проспект Фатх. С юга — проспект Саиди, проспект Шахида Тондгуяна, проспект Раджаи и проспект Хаваран. Шоссе Сулган-Санган выходит из Тегерана на север через Эльбурс и ведёт в Мазендеран.
В отличие от большинства прочих крупных городов Ирана, в Тегеране отсутствует кольцевая автодорога, вместо неё было выстроено полукольцо протяжённостью 32 км, огибающее Тегеран с юга. Крупные магистрали «пронзают» Тегеран с севера на юг и с запада на восток, среди которых Проспект Наваба Сефеви (18 км) и Улица Азади — Энгелаб (41 км). На севере Тегерана находится крупнейший пешеходный мост.
Тегеранский метрополитен работает с 2001 года. В настоящее время действует 118 станций на 5 линиях, общая длина которых превышает 220 км. Метро соединяет Тегеран с крупным городом-спутником Кередж. Ещё одна линия идёт с севера на юг, к городу Рей. Ведётся строительство ещё 2 линий. Всего в ближайшие годы планируется запустить 5 линий. Многие станции метро отделаны национальными орнаментами.
Центральный железнодорожный вокзал расположен в районе Джавадийе. Отсюда расходятся железные дороги к Зенджану и Тебризу на северо-запад, к Мешхеду на восток, к Хорремшехру на юго-запад и к Йезду и Бендер-Аббасу на юго-восток. Здание вокзала было построено в 1930-х годах по проекту украинского архитектора Владислава Городецкого. Скоростное железнодорожное сообщение действует на линии Тегеран-Кередж.
Тегеран обслуживается двумя крупными аэропортами. Старый аэропорт Мехрабад расположен на западе Тегерана в черте города, до осени 2007 года он обслуживал практически все международные рейсы. По совместительству Мехрабад — база Военно-воздушных сил Ирана. В настоящее время большая часть рейсов переведена в новый аэропорт имени Имама Хомейни, построенный в 30 км на юг от Тегерана. К «Хомейни» ещё не подведена линия метро, однако он связан с Тегераном скоростной автомагистралью.
В Тегеране имеется сеть автостанций, причём обслуживающие их автобусы двигаются по огороженной от других автомобилей полосе. Центральный автовокзал и 4 дополнительных терминала предназначены для пригородного сообщения. С центрального автовокзала автобусы ходят практически в каждый город в Иране по очень низким ценам. Имеется большое количество агентств такси. Существует специальная служба «такси для женщин». Таксисты работают исключительно в пределах городской черты.
Наземный общественный транспорт представлен автобусами и троллейбусами. Используются сочленённые троллейбусы Skoda 15Tr, одиночные автобусы иранских марок Shahab Khodro, Iran Khodro. Есть сеть скоростного автобуса (BRT) включающая в себя 5 маршрутов, где автобусы ходят по полностью выделенным полосам. На маршрутах скоростного автобуса используются одиночные машины иранской марки Shahab Khodro и сочленённые китайские автобусы King Long, YoungMan и Yutong. В 2016 году часть троллейбусов была подвергнута капитальному ремонту с изменением дизайна кузова.
Автомобильные «пробки» являются насущной проблемой для Тегерана. Для борьбы с ними, в частности, все городские дороги разделили на три зоны: общедоступные, частично ограниченные (с допуском по номерам) и запретные (используемые автобусами, такси и машинами «скорой помощи»).
- Автобус Iran Khodro
- Автобусы на линии скоростного автобуса (BRT)
- Троллейбусы Skoda 15Tr
- Автобусная станция
- Железнодорожный вокзал
- Мост Джавадие

## Культура

### Достопримечательности
Бульвар Вали-Аср
Бульвар Вали-Аср (перс. ولی‌عصر‎) — средоточие как деловой, так и «неформальной» жизни Тегерана. Это одна из самых длинных улиц в Тегеране, растянувшаяся на 18 км с юга на север. В престижных северных кварталах вдоль Вали-Аср расположено огромное количество финансовых учреждений, посольств, дорогих ресторанов, бутиков и прочих заведений. Вали-Аср — излюбленное место отдыха тегеранцев и туристов, в особенности молодёжи.
Недалеко от Бульвара Вали-Аср расположено единственное на территории Тегерана общественное заведение, где возможно употреблять алкогольные напитки, а женщинам позволено ходить с непокрытой головой — так называемый «Армянский клуб»; однако в настоящее время (с 2016 года) «Армянский клуб» не функционирует, так как он разрушен (внутренняя часть) упавшим строительным краном с расположенной рядом стройки.
В Тегеране проживает довольно крупная христианская армянская диаспора, которой правительством позволено производить вино и употреблять его «в культовых целях», чем нередко пользуются остальные горожане, поскольку надзор за соблюдением исламских законов со времени Революции 1979 года заметно ослаб.

### Архитектурные памятники
Большинство архитектурных памятников Тегерана относится к династии Каджаров, наиболее знаменит дворец Голестан — до 1979 года резиденция шаха и мечеть шаха. Дворец преобразован в музей.
На Площади Весны (Meidan-e Baharestan) находится каджарская Мечеть Шахида Моттахари, построенная Насреддин-шахом в 1830 году, мечеть занимает площадь 3700 м², внутри мечети — галереи, украшенные уникальным орнаментом. В мечети расположен также Теологический Факультет.
В 1971 году в Тегеране была построена Башня Свободы (Азади) по случаю 2500-летия иранской монархии. На вершину башни можно подняться на лифте и любоваться покрытыми снегом горами.
На юге города расположен Мавзолей Хомейни на кладбище Бехеште-Захра, в комплекс входят четыре минарета высотой 91 м.
Дворец Саадабад на севере города — бывшая летняя резиденция шаха. В комплекс входят несколько дворцов и парков. Недалеко от него расположен дворец Ниаваран.
В 2007 году в Тегеране была построена телебашня Бордже Милад высотой 435 м — четвёртая по высоте телебашня в мире.
- Дворец Голестан

### Музеи
В городе большое количество музеев. В музее Абгине представлены драгоценные изделия из хрусталя, перламутра, золота и лазурита. В Музее Резы Аббаси хранятся образцы живописи и каллиграфии. При музее ковров находится школа коврового искусства, в музее собраны уникальные ковры. В Национальном музее (Иран Бастан Музеум) хранятся археологические находки доисламского Ирана. В городе имеется Антропологический музей, Музей исламского искусства. Особенно выделяется музей шахских драгоценностей Центрального банка Ирана. В нём хранятся также короны шахов Пехлеви.
Саадабад — дворец, находящийся в районе Шемиран. Комплекс состоит из нескольких дворцов и павильонов, в некоторых из них размещена Иранская организация культурного наследия. Во дворце Шахрам находится Военный музей, а в других павильонах — Музей воды, Музей изящных искусств, музей Бехзад и другие.
Известен Музей времени, где хранится большая коллекция часов и других средств измерения времени.
Также музей открыт в здании бывшего посольства США.
Национальный музей исламской революции и священной обороны  посвящён Ирано-иракской войне (1980–1988 гг.).
- Музей хрусталя и керамики
- Музей современного искусства
- Музей ковров
- «Белый дворец» в Саадабаде с видом на гору Точал

### Парки
В Тегеране имеется около 800 парков, наиболее известные из которых Данешчжу, Са’эй и Шатрандж.
Парк Меллат, который до революции назывался Шахский парк — один из самых больших в городе.
В центре города около Тегеранского Университета расположен парк Лале. В его восточной части — Музей сельского хозяйства, а в западной части — Музей современного искусства, на северо-западе — Музей ковров.
В Ниаваране находится парк Джамшидие, в котором тегеранцы проводят свободное время — там расположены открытые эстрады и рестораны.
Парк Шахре-Бази (до Исламской революции назывался Луна-парк) — место аттракционов.
Огромный Читгарский парк на окраине города разбит в персидском стиле, с живописными лесами и искусственными озёрами, до него можно доехать на метро.
- Парк Мелат (национальный парк Ирана)
- Ресторан в парке Мелат
- Дворец в парке Ниаваран
- Ресторан в парке Джамшидие

### Образование и наука
Тегеран — важнейший научно-образовательный центр Среднего Востока. Первое высшее учебное заведение — Дар ул-Фунун — было открыто в Тегеране в 1851 году. Тегеранский университет был основан в 1933 году — это первый в Иране государственный университет и крупнейший в стране. В 2011 году Технологический университет имени Амира Кабира в Тегеране сумел завоевать право провести 24-й турнир IYPT (Международный турнир юных физиков).
В городе расположено около 50 высших учебных заведений, среди которых:
| - Армейский офицерский университет Имама Али - Государственный Военный медицинский университет (Иран) - Институт высшего дистанционного образования «Фараби» - Институт теоретической физики и математики - Институт энергетики (Иран) - Иранский исследовательский институт полимеров и нефтепродуктов - Иранский университет телекоммуникаций - Исследовательский институт нефти (Иран) - Кереджский свободный исламский университет - Медицинский университет (Иран) - Медицинский университет «Бакиятолла» - Полицейский университет (Иран) - Рейский свободный исламский университет - Рудехенский свободный исламский университет - Тегеранский международный университет - Тегеранский свободный исламский университет — Первое отделение - Тегеранский свободный исламский университет — Центральное отделение - Тегеранский свободный исламский университет — Северное отделение - Тегеранский свободный исламский университет — Южное отделение - Тегеранский свободный исламский университет — Медицинский институт - Тегеранский университет - Тегеранский медицинский университет - Тегеранский университет прикладных наук и технологий - Тегеранский университет «Хадис» | - Медицинский университет имени Шахида Бехешти - Научно-исследовательский институт информационных наук и технологий Ирана - Научно-технологический университет Ирана - Тегеранский экологический университет - Технологический университет имени Амира Кабира - Технологический университет имени Насир ад-Дина Туси - Технологический университет имени Шарифа - Университет имени Алламе Табатабаи - Университет «Аль-Захра» - Университет аэродинамики (Иран) - Университет «Багер Алолум» - Университет высоких технологий (Иран) - Университет изобразительных искусств - Университет Имама Садека - Университет имени Имама Резы - Университет имени имама Хусейна - Университет медицинских наук Ирана - Университет социальной защиты - Университет имени Хорезми - Университет «Тарбиате Модаррес» - Университет технологий «Малек-Аштар» - Университет «Шахед» - Университет имени Шахида Бехешти - Школа международных отношений (Иран) - Школа экономических наук (Иран) |

Тегеранские университеты, как и во всём Иране, находятся под контролем государства. Несмотря на это, именно студенчество традиционно является главным очагом оппозиции властям. Так, студенты приняли самое активное участие в Революции 1979 года. Летом 1999 года студенты Тегеранского университета также инициировали беспорядки, перекинувшиеся на другие университеты и подавленные через 6 дней.
- Тегеранский университет
- Колледж изобразительных искусств
- Минареты мечети Тегеранского университета

### Искусство
Первый кинотеатр был открыт в Тегеране в 1904 году. В настоящее время в столице Ирана действуют более 70 кинотеатров, крупнейшие из которых: «Пейванд», «Европа» и «Африка». Тегеранцы имеют возможность регулярно смотреть фильмы иранского и зарубежного производства, которые, тем не менее, сперва проходят проверку министерства культуры. Тегеран стал родиной таких известных режиссёров, как Аббас Киаростами, Мохсен Махмальбаф, Самира Махмальбаф, Маджид Маджиди и других.
Образ Тегерана фигурирует в таких фильмах, как драма «Вкус вишни» (Киаростами, 1997), где особенно ярко представлено разнообразие уличной жизни Тегерана, а также историческая комедия «Насреддин-шах — кинозвезда» (Махмальбаф, 1992) — вольная интерпретация истории становления кинематографа в Иране. Известный советский детектив «Тегеран-43» вопреки названию не снимался в Тегеране (тегеранские сцены снимались в павильоне Мосфильма и в историческом квартале Баку — Ичери Шехер). Цикл стихов Сергея Есенина «Персидские мотивы», где, в частности, описывается, как он «синими цветами Тегерана лечил былую рану в чайхане», — также своеобразная «выдумка»: Есенин никогда не был в Тегеране, а цикл стихов «Персидские мотивы» был написан им в пригороде Баку — Мардакянах.
Тегеранский симфонический оркестр, основанный в 1937 году, выступает в Театре Рудаки и, с 1971 года, в Городском театре. Тем не менее, театральное искусство пользуется в Иране переменной популярностью, особенно среди молодёжи. В таком мегаполисе как Тегеран действуют всего три театра, в которых ставятся пьесы: Театр Шахр, «Рудаки» и «Бахман». Остальные театральные залы используются, как правило, для музыкальных постановок.
В Тегеране (и во всем Иране) большей популярностью пользуется особый вид театрального искусства — «Тазийе» (от араб. تعزیه‎ — «траур»). Тазийе — это своеобразный театральный жанр, происходящий из шиитских религиозных традиций. Сюжет таких пьес завязан вокруг одного события: гибели имама Хусейна ибн Али в битве при Кербеле с Халифом Язидом I. Особенно популярны такие пьесы в праздник Шахсей-вахсей (День Ашура). Подобный вид театра появился в Иране в XIX веке в период правления Насреддин-шаха. По его личному приказу в Тегеране был построен большой Государственный театр (Теки-йе доулат), где эти пьесы ставились. Этот театр был уничтожен в ходе реконструкции Тегерана в 1930-х, однако традиция Тазийе по-прежнему популярна.
Фестивали
- Тегеранский международный кинофестиваль — проводится ежегодно с 1971 года.
- Международный кинофестиваль «Фаджр» — проводится ежегодно в феврале с 1982 года.
- Тегеранская международная книжная ярмарка — проводится ежегодно в мае с 1987 года, одна из крупнейших в мире. Так, XIX книжная ярмарка проходила на площади более 55 тыс. м²; от продажи книг было выручено в общей сложности около 12 млн долларов.
- Тегеранский международный анимационный фестиваль — проводится ежегодно в феврале с 2002 года.
- Фестиваль искусств — проводится ежегодно с 2004 года.

### Средства массовой информации
Самое крупное новостное агентство в Иране — ИРНА (Информационное агентство Исламской республики), основанное в 1934 году. Другие информационные агентства — «Фарс», «Мехр». Оппозиционное властям новостное агентство «Иран-Дохт» располагается в Калифорнии, но имеет возможность вещания на Тегеран. Также транслируются новости на английском (BBC Persian) и французском языке.
Основные ежедневные периодические издания: «Джомхури-йе Ислами-йе Ресалат», «Кейхан», «Ахбар», «Техран Эмруз» и «Этелаат». «Tehran Times», «Kayhan International», «Iran Daily», «Iran News» выходят на английском языке. Самая популярная в Иране газета «Хамшехри» также выходит в Тегеране. Издание основано в 1992 году столичным муниципалитетом. Газета «Иран» является единственным государственным ежедневным изданием. «Иран» издаёт Информационное агентство Ирана ИРНА.
За телевидение и радиовещание отвечает также государственная «Организация по телерадиовещанию Исламской Республики Иран» (IRIB), расположенная в Тегеране, в ведении которой находятся 13 телеканалов и 8 радиостанций.

### Спорт
Тегеран был первым городом на Среднем Востоке, где прошли Летние Азиатские игры. 7-е Летние Азиатские игры прошли в Тегеране в 1974 году. В них приняли участие 3010 спортсменов из 25 стран. Для их размещения на северо-западе Тегерана была выстроена олимпийская деревня.
В Тегеране расположен крупнейший в Иране стадион Азади («Свобода»), вмещающий до 100 тыс. зрителей, где тренируется сборная страны по футболу. Там же проходят важнейшие игры премьер-лиги. Другие крупные арены: «Шахид Дастгерди», «Шахид Шируди» и «Тахти». В иранской премьер-лиге две тегеранские команды:
- «Эстегляль»
- «Персеполис»

Так же есть клубы, представляющие низшие дивизионы:
- «Саба Баттери»
- «Нафт Тегеран»
- «Рах Ахан» (Железные дороги)
- «Бадеран Тегеран»

Неподалёку от городских кварталов Шемиран и Дербенд расположен горнолыжный курорт. Горнолыжный комплекс оборудован на горе Точал и является 5-м в мире по высоте. Он был построен в 1976 году. Высочайшую точку комплекса (3730 м) соединяет с Дербендом 8-километровая канатная дорога. У подножья Точала расположены гостиницы. Вблизи Тегерана расположены также горнолыжные курорты Дизин (где проходил чемпионат мира по сноубордингу) и Шемшак. В местечке Аб-Али, кроме горнолыжных спусков, имеются теннисные корты, ипподром.

## Социальные проблемы

### Бедность
В 1995 году около 27 % населения Тегерана проживало за чертой бедности, хотя уровень жизни тегеранских бедняков значительно превосходит уровень жизни малоимущих из регионов страны. В 1996 году уровень грамотности населения составлял 84,7 %, средняя продолжительность жизни — 70,5 лет. Бедные тегеранцы проживают, в основном, в южных районах города, часто — в трущобах. Их неформально называют «живущими на камнях» (перс. كوهنشينان‎ — kuhneshinan). Особенно массивные бедные кварталы расположены в пригородах Эсламшахр и Чахар-Дангеш, с населением 350 и 250 тыс. человек соответственно. В таких трущобах живут, как правило, иммигранты и беженцы.
В конце 1978 года бедный юг Тегерана стал очагом антиправительственных восстаний, окончательно подавить которые не представлялось возможным. Пользуясь временной неразберихой, вызванной революцией, бедняки застраивали окрестности города трущобами незаконно, часто ночью. Только за 1980 год в трущобах поселились 100 тыс. приезжих, в 1986 году — 450 тыс. Это было связано с небывалым наплывом беженцев из Курдистана и Афганистана.
В начале 1990-х годов мэрия Тегерана начала предпринимать попытки разрушить незаконные постройки. В августе 1991 года разрушение поселения Багерабад вызвало волнения в пригородах, которые пришлось подавлять с помощью полиции. В марте 1992 года группа ветеранов ирано-иракской войны выразила протест правительству Тегерана в связи с положением жителей трущоб, после чего волнения вспыхнули вновь. При его подавлении погибло 6 человек, 300 были арестованы, 5 впоследствии казнены. Последнее крупное выступление произошло в Эсламшахре в 1995 году.

### Наркотики
В Иране веками производили и употребляли опиум. В 1949 году 11 % населения Ирана употребляло наркотики; в самом Тегеране их употребляли 1,3 млн человек.
В 1999 году в Тегеране насчитывалось порядка 240 тыс. наркоманов, хотя эта цифра может быть неточной, поскольку расхождения в оценке Министерства здравоохранения и ООН составляют до 60 %. В 2002 году правоохранительные органы ежедневно задерживали до 150—200 наркодилеров и наркоманов. Распространение наркотиков стало причиной повышенной смертности, преступности. Для борьбы с наркоманией в Тегеране открываются специализированные реабилитационные центры и проводится агитация.
Сам Тегеран расположен на одном из основных путей наркотрафика из Афганистана и Пакистана на Запад. Основные пути идут через провинции Хорасан и Систан и Белуджистан, через Тегеран, далее в Турцию и на Балканы.

## Города-побратимы
- Гавана, Куба (2001)[источник не указан 924 дня]
- Душанбе, Таджикистан (12 марта 2001)[источник не указан 924 дня]
- Ереван, Армения (2023)[52]
- Каракас, Венесуэла (2005)[источник не указан 924 дня]
- Минск, Беларусь (2006)[53]
- Москва, Россия (2004)[54]
- Пекин, Китай (10 апреля 1999)[источник не указан 924 дня]
- Претория, Южная Африка (2002)[источник не указан 924 дня]
- Сеул, Южная Корея (1963)[источник не указан 924 дня]
- Лос-Анджелес, США (1972)[источник не указан 924 дня]